# Bison (transporter opancerzony)
Bison – kanadyjski kołowy transporter opancerzony w układzie 8x8 bazujący na KTO Piranha II. Wprowadzony na wyposażenie Canadian Army w 1990 roku, obecnie zastępowany przez nowsze transportery z rodziny LAV III (w użyciu pozostają tylko wersje specjalistyczne).
"Bison" został zaprojektowany w ciągu kilku dni przez General Motors of Canada. Zastąpił wcześniej używane transportery Grizzly z rodziny AVGP. Obecnie "Bisony" zastępowane są w Canadian Army przez nowsze pojazdy z rodziny LAV III, a wycofywane pojazdy są modernizowane i przebudowywane na wersje specjalistyczne.
Pojazd bazuje na szwajcarskim transporterze "Piranha II". Uzbrojeniem "Bisonów" w wersji podstawowej (transporter opancerzony) jest jeden karabin maszynowy kal. 7,62 mm umieszczony nad włazem dowódcy. Transportery "Bison" posiadają zdolność pływania, napędzane są za pomocą dwóch pędników strumieniowych. Na wodzie rozwijają prędkość 9,7 km/h.
Wyposażeniem dodatkowym pojazdu jest m.in. system ochrony NBC.
Załogę pojazdu stanowi kierowca oraz dowódca. Oprócz tego pojazd jest zdolny do transportowania ok. 8 żołnierzy desantu.

## Warianty
Większość pojazdów "Bison" to transportery opancerzone, jednakże opracowano także kilka wersji specjalistycznych:
- Bison MRT – warsztat polowy
- Bison MRV – wóz zabezpieczenia technicznego
- Buffalo – wóz pogotowia technicznego
- Coyote – Bojowy wóz rozpoznawczy
- oraz warianty: medyczny, rozpoznania NBC, walki elektronicznej, wóz dowodzenia, samobieżny moździerz kal. 81 mm.